# 비류수 전투

비류수 전투는 고구려-위 전쟁 중에 245년에 동천왕이 지휘하는 군대가 고구려를 침공한 위나라 관구검의 군대를 비류수에서 크게 물리치고 위군 3천명 이상을 목을 벤 고구려가 승리한 싸움이다.

## 전투 개요
245년 가을 8월, 위(魏)에서는 이 지역에 있던 유주자사 관구검에게 오환족과 선비족을 포함하여 고구려를 침공하게 하였다.
이에 동천왕은 보병과 기병 2만 명을 거느리고 위(魏)군과 비류수 전투를 벌여 위(魏)군을 크게 쳐부수고 3천여 명의 머리를 베어 크게 승리한 전투이다.

## 이후 양상
그리고 동천왕은 다시 고구려 군사를 이끌고 위(魏)군과 양맥 골짜기에서 전투를 벌여 (1차 양맥 전투), 역시 위(魏)군을 쳐부수고 3천여 명을 죽이거나 생포하였다. 동천왕이 여러 장수들에게 말했다. "위(魏)의 대병력이 오히려 우리 고구려의 적은 군사만도 못하다. 관구검이란 자는 위 나라의 명장이지만, 오늘날에는 그의 목숨이 나의 손에 달려 있구나."라며 자만하였다가 관구검에게 크게 패하여 고구려군 1만8천명을 잃고 가까스로 도주하였다.
이후 관구검은 고구려 수도 환도성을 함락 시켰다.

## 같이 보기
- 동천왕
- 밀우
- 유유
- 득래
- 동천왕
- 고구려-위 전쟁